# Òrbita de Venus

Representació de Venus (groc) i la Terra (blau) donant voltes al voltant del Sol.

Venus té una òrbita amb un semieix major de 0.723 UA (108.200.000 km), i una excentricitat de 0,007. La baixa excentricitat i la mida relativament petita de la seva òrbita donen a Venus el menor rang de distància entre periheli i afeli dels planetes: 1,46 milions de km. El planeta gira al voltant del Sol una vegada cada 225 dies i viatja 4,54 UA (679.000.000 km) en fer-ho, donant una velocitat orbital mitjana de 35 km/s.

## Conjuncions i trànsits
Quan la longitud eclíptica geocèntrica de Venus coincideix amb la del Sol, està en conjunció amb el Sol, inferior si Venus està més a prop i superior si està més lluny. La distància entre Venus i la Terra varia d'uns 42 milions de km (a la conjunció inferior) a uns 258 milions de km (a la conjunció superior). El període mitjà entre conjuncions successives d'un tipus és de 584 dies: un període sinòdic de Venus. Cinc períodes sinódics de Venus són gairebé exactament 13 anys de Venus siderals i 8 anys terrestres, i en conseqüència les longituds i distàncies gairebé es repeteixen.
La inclinació de 3,4° de l'òrbita de Venus és prou gran com per evitar que els planetes inferiors passin directament entre el Sol i la Terra en la conjunció inferior. Aquests trànsits solars de Venus es produeixen poques vegades, però amb gran predictibilitat i interès.

## Aproximacions properes a la Terra i Mercuri
En aquesta era actual, lo més proper que Venus arriba a la Terra és poc menys de 40 milions de km.
Com que el rang de distàncies heliocèntriques és més gran per a la Terra que per a Venus, les aproximacions més properes s'acosten al periheli de la Terra. La disminució de l'excentricitat de la Terra està augmentant les distàncies mínimes. L'última vegada que Venus es va acostar a més de 39,5 milions de km va ser el 1623, però això no tornarà a passar durant molts mil·lennis i, de fet, després del 5683 Venus ni tan sols s'acostarà a menys de 40 milions de km durant uns 60.000 anys.

L'orientació de les òrbites dels dos planetes no és favorable per minimitzar la distància d'aproximació propera. Les longituds del periheli només estaven separades de 29 graus a J2000, de manera que les distàncies més petites, que es produeixen quan la conjunció inferior es produeix a prop del periheli de la Terra, es produeixen quan Venus està a prop del periheli. Un exemple va ser el trànsit del 6 de desembre de 1882: Venus va arribar al periheli el 9 de gener de 1883, i la Terra va fer el mateix el 31 de desembre. Venus es trobava a 0,7205 au del Sol el dia del trànsit, decididament menys que la mitjana.
Movint-se molt enrere en el temps, fa més de 200.000 anys, Venus passava de vegades a una distància de la Terra de poc menys de 38 milions de km, i ho farà després de més de 400.000 anys.
Venus i la Terra s'acosten més, però s'acosten menys sovint que Venus i Mercuri. Mentre que Venus s'acosta més a la Terra, Mercuri s'acosta més sovint a la Terra lo més proper de tots els planetes. Dit això, Venus i la Terra encara tenen la diferència de potencial gravitacional més baixa entre ells que cap a qualsevol altre planeta, i necessita el delta-v més baix a la transferència entre ells, que a cap altre planeta d'ells.
La distància entre Venus i Mercuri es reduirà amb el temps, principalment a causa de l'excentricitat creixent de Mercuri.

## Importància històrica
El descobriment de les fases de Venus per Galileu el 1610 va ser important. Contradeia el model de Ptolemeu que considerava que tots els objectes celestes giraven al voltant de la Terra i era coherent amb altres, com els de Tycho i Copèrnic.
En l'època de Galileu, el model predominant de l'univers es basava en l'afirmació de l'astrònom grec Ptolemeu gairebé 15 segles abans que tots els objectes celestes giren al voltant de la Terra (vegeu el sistema ptolemaic). L'observació de les fases de Venus no era coherent amb aquesta visió, però era coherent amb la idea de l'astrònom polonès Nicolau Copèrnic que el sistema solar es centra al Sol. L'observació de Galileu de les fases de Venus va proporcionar la primera evidència observacional directa de la teoria copèrnicana.
Les observacions dels trànsits de Venus a través del Sol han tingut un paper important en la història de l'astronomia en la determinació d'un valor més precís de la unitat astronòmica.

## Precisió i predictibilitat
Venus té una òrbita molt ben observada i predictible. Des de la perspectiva de tots menys dels més exigents, la seva òrbita és senzilla. Una equació d'Algoritmes astronòmics que suposa una òrbita el·líptica impertorbada prediu els temps de periheli i afeli amb un error d'unes poques hores. L'ús d'elements orbitals per calcular aquestes distàncies coincideix amb les mitjanes reals a almenys cinc xifres significatives. Les fórmules per calcular la posició directament a partir dels elements orbitals normalment no proporcionen ni necessiten correccions per als efectes d'altres planetes.
Tanmateix, les observacions són molt millors ara i la tecnologia de l'era espacial ha substituït les tècniques més antigues. E. Myles Standish va escriure Les efemèrides clàssiques dels darrers segles s'han basat completament en observacions òptiques: gairebé exclusivament, els temps de trànsit del cercle meridià. Amb l'arribada del radar planetari, missions de naus espacials, VLBI, etc., la situació dels quatre planetes interiors ha canviat dràsticament. Per al DE405, creat el 1998, es van abandonar les observacions òptiques i mentre va escriure  condicions inicials per a l'interior. quatre planetes es van ajustar a les dades d'abast principalment... Ara les estimacions de l'òrbita estan dominades per les observacions de la nau espacial Venus Express. Ara es coneix que l'òrbita té una precisió inferior al quilòmetre.

## Taula de paràmetres orbitals
Aquí no es presenten més de cinc xifres significatives, i amb aquest nivell de precisió els números coincideixen molt bé amb elements i càlculs del VSOP87 derivats d'ells, el millor ajust de 250 anys de Standish (de JPL), Newcomb, i càlculs utilitzant les posicions reals de Venus al llarg del temps.
| Distàncies                         | UA      | Milions de km |
| ---------------------------------- | ------- | ------------- |
| semieix major                      | 0.72333 | 108.21        |
| periheli                           | 0.71843 | 107.48        |
| afeli                              | 0.7282  | 108.94        |
| mitjana                            | 0.72335 | 108.21        |
| circumferència                     | 4.545   | 679.9         |
| aproximació més propera a la Terra | 0.2643  | 39.54         |

| excentricitat                    |
| -------------------------------- |
| 0.0068 (cercle gairebé perfecte) |

| angles                   | graus |
| ------------------------ | ----- |
| inclinació a l'eclíptica | 3.39  |

| vegades         | dies   |
| --------------- | ------ |
| període orbital | 224.70 |
| període sinodic | 583.92 |

| velocitat         | km/s  |
| ----------------- | ----- |
| velocitat mitjana | 35.02 |
| velocitat màxima  | 35.26 |
| velocitat mínima  | 34.78 |

## Anell de pols

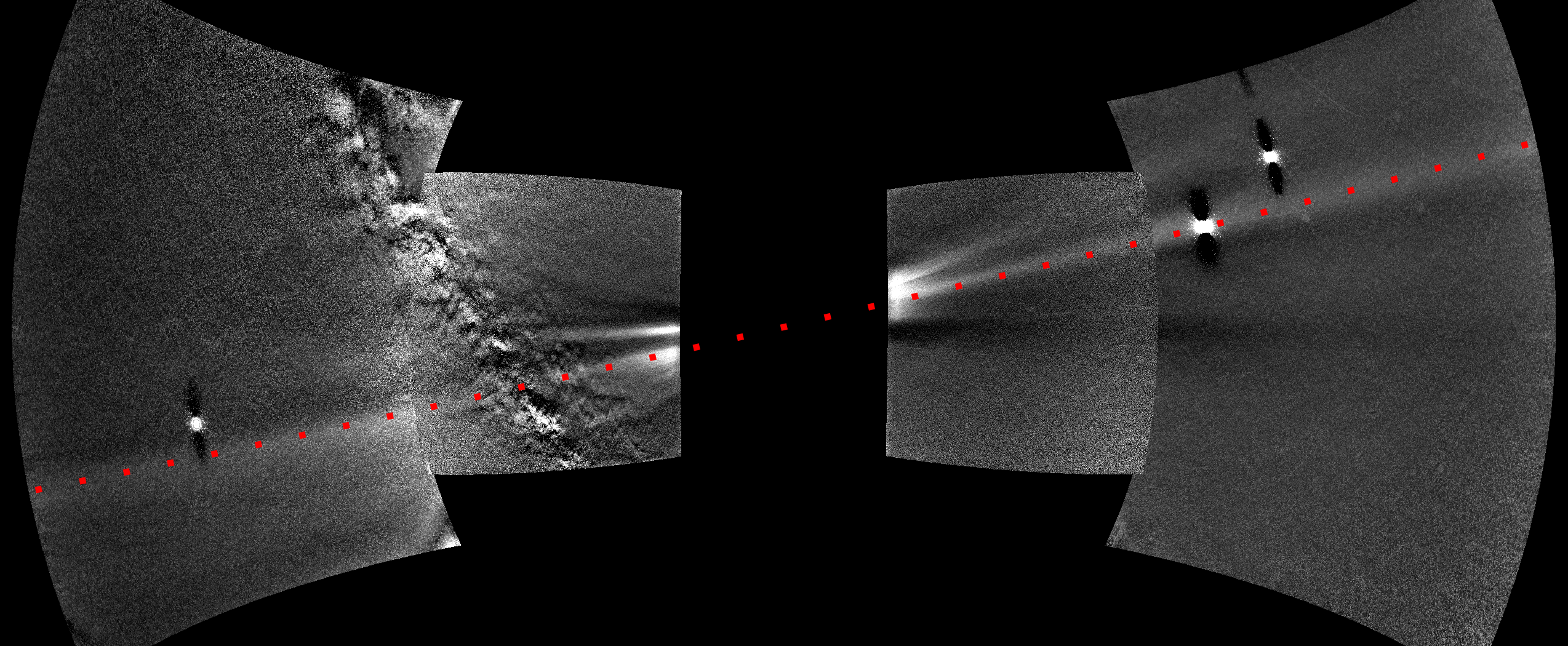
Primera imatge panoràmica de l'anell de pols de l'espai orbital de Venus, fotografiada per la Sonda Solar Parker.

S'ha demostrat que l'espai orbital de Venus té el seu propi núvol d'anell de pols, amb un sospitós origen, ja sigui de Venus que seguia asteroides, la pols interplanetaria que migra en ones, o les restes del disc circumstel·lar del Sistema Solar a partir del qual es va formar el seu disc protoplanetari i després ell mateix, el sistema planetari Solar.